# Casimir Zagourski

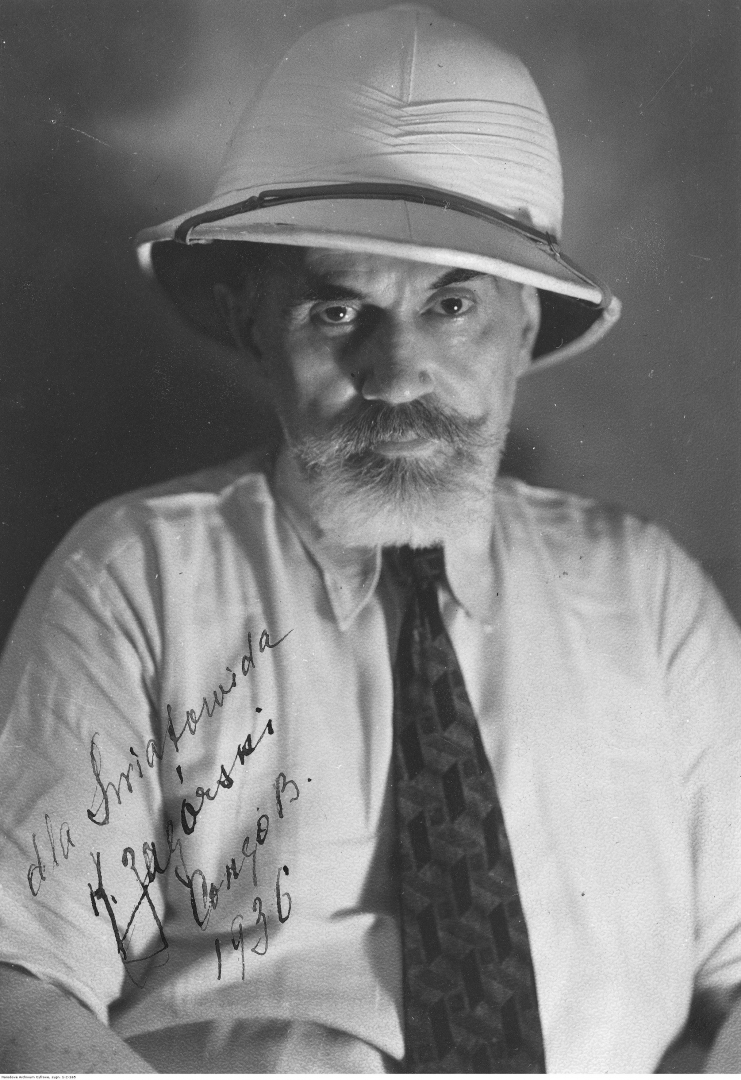
Portretfoto van Zagourski in 1936

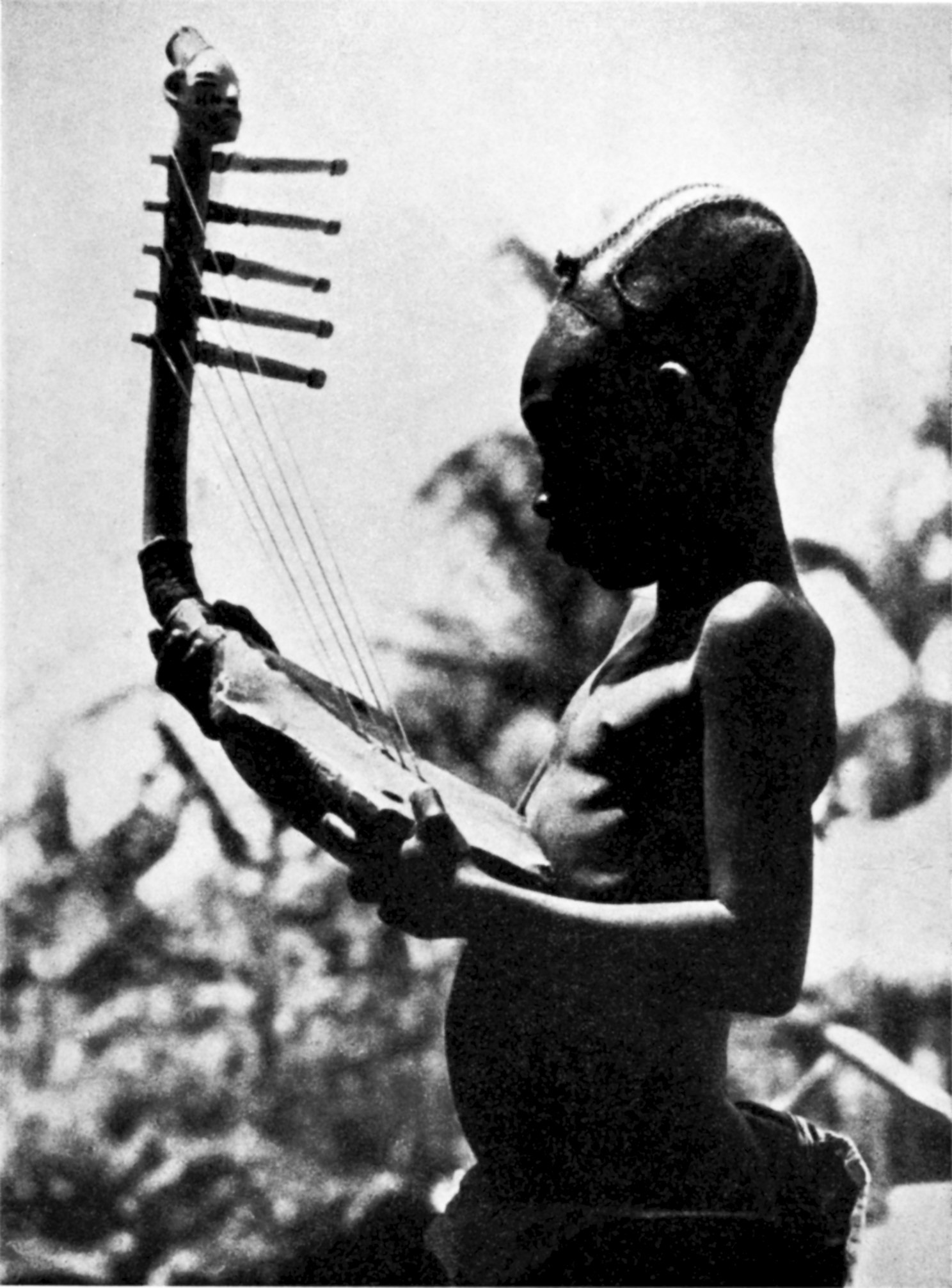
Een Mangbetu-jongen bespeelt een instrument

Casimir Ostoja Zagourski, in het Pools Kazimierz Zagórski (Żjytomyr, 9 augustus 1883  – Leopoldstad, 10 januari 1944) is een Poolse fotograaf die in het vroegere Belgisch Congo werkzaam was en tal van etnologische foto's maakte.

## Leven
Hij werd geboren in het Russische rijk in een familie van Poolse adel. Na zijn studies ging hij in dienst bij het keizerlijk leger en vanaf 1917 bij het Poolse leger. Hij bracht het tot kolonel.
In 1924 emigreerde hij naar Centraal-Afrika. Hij vestigde zich in december als fotograaf in Belgisch-Congo. Onder zijn verfranste naam Zagourski richtte hij een studio op in Leopoldstad, waar hij als concessionaris van Agfa fotoapparatuur verkocht.
Van juni tot augustus 1928 maakte hij in opdracht van de Belgische regering een fotoreportage over het bezoek van koning Albert en koningin Elizabeth aan Congo. Enkele tientallen foto's verschenen in L'Illustration congolaise. Het blad liet een speciaal blauwleren album produceren op honderd exemplaren, voor vermogende klanten als Armand Solvay en Frederick Brady.
Zagourski ondernam verschillende expedities door Congo, Rwanda, Kenia, Tsjaad, enz. (1929, 1932, 1935, 1937). Hieruit selecteerde hij 450 foto's voor zijn meesterwerk L'Afrique qui disparaît! In zijn studio verkocht hij individuele foto's ook als een soort postkaarten.
In 1930 filmde hij voor het Ministerie van Koloniën in de Bas-Congo, maar van het resultaat bestaat geen spoor meer. Hetzelfde jaar exposeerde hij in het Poolse Toruń. Hij zou ook hebben deelgenomen aan de Koloniale Tentoonstelling in Antwerpen.
Een nieuwe samenwerking met het Ministerie van Koloniën leidde in 1935 tot een reportage in L'Illustration Congolaise over de monumenten en architectuur van Leopoldstad. In maart 1935 documenteerde hij het onderzoek naar het neergestorte vliegtuig van Edouard Renard, de gouverneur-generaal van Frans-Equatoriaal-Afrika.
In 1937 nam Zagourski deel aan de Belgische bijdrage aan de wereldtentoonstelling van Parijs. Voor deze gelegenheid exposeerde hij zestig vergrotingen. Rond deze tijd worden ook de 22 foto's gesitueerd die hij maakte over de besnijdenis van jonge meisjes van het Mbwaka-volk.
In juli 1939 fotografeerde Zagourski de inhuldiging van het gedenkteken aan rooms-koning Albert I in Leopoldville. L'Illustration Congolaise selecteerde zestien foto's voor publicatie.
Zagourski was in Polen ten tijde van de Duitse inval in de Tweede Wereldoorlog. Dankzij de tussenkomst van Agfa-Gevaerts management kon hij begin 1940 het land verlaten. Hij terug terug naar België en onderging er een nieroperatie. Vervolgens reisde hij voor de Duitse opmars uit naar Zuid-Frankrijk en Portugal, vanwaar hij een boot naar Congo nam. In 1941 nam hij te Brazzaville enkele zeldzame foto's van generaal de Gaulle.
Op 10 januari 1944 stierf Zagourski in Leopoldstad aan zijn nierkwaal. Zijn studio kwam kortstondig onder het beheer van de koloniale overheid en werd dan in 1946 overgenomen door zijn neef. Tot 1959 maakte deze studiofoto's en grove herdrukken van het werk van zijn oom.